# 11339 Orlík
11339 Orlík là một tiểu hành tinh vành đai chính với chu kỳ quỹ đạo là 1394.9686272 ngày (3.82 năm).
Nó được phát hiện ngày 13 tháng 11 năm 1996.